# Bengești-Ciocadia
Bengești-Ciocadia est une commune roumaine située dans le județ de Gorj.